# أمونيت (إله)
آمونيت أو آمونِت أو آمونة أو إمنة أو إمنِت هي أحد الآلهة البدائية لدى المصريين القدماء من ضمن الأجدود و زوجة الإله آمون. يعني اسم آمونة المخفي من الأنثى وهو صيغة مؤنثة للاسم آمون. من المرجح أن آمونة لم يسبق لها أن كانت إلهاً مستقلاً، بل كجزء مكمل لإله آخر. بحلول فترة الأسرة الثانية عشر (1803-1991 قبل الميلاد) طغى نجم الإلهة موط على آمونة كزوجة لآمون، ولكنها بقيت مهمة في منطقة طيبة، حيث كان لازال يعبد آمون وكانت تعتبر حامية للفرعون. في معبد الكرنك حيث يوجد مركز آمون، كان رجال الدين يخصصون العبادة لآمونة. إضافة إليه لعبت الإلهة دور مهم في المناسبات الملكية كمهرجان السيد. صورت آمونة على أنها امرأة تلبس تاج أحمر وتحمل صولجان من البابريوس. في الكتابات المتأخرة للكرنك كانت آمونة ترسم بالمقارنة مع نيث رغم بقائها مستقلة حتى فترة متأخرة للأسرة البطليمية (323-30 قبل الميلاد). وتصور على شكل أفعى أو برأس أفعى، وعليه تاج مصر السفلى.